# Fisnik
Fisnik (best. Fisniku) ist ein albanischer männlicher Vorname mit der Bedeutung „edelmütig“, „adlig“, „Adelsmann“ oder „edler Herr“. Er setzt sich aus den Wörtern fis („Sippe“, „Verwandtschaft“, „Clan“, „Stamm“; [best.] fisi) und der Adjektivendung -nik zusammen. Die weibliche Form des Namens ist Fisnike.

## Namensträger
- Fisnik Ismaili (* 1973), Designer und Politiker
- Fisnikët (gegründet 1980, aufgelöst 2006), ehemalige Pop-Rock-Band
- Fisnik Papuçi, Fußballspieler
- Fisnik Myftari (* 1987), Fußballspieler
- Fisnik Rugova (* 1989), Basketballspieler
- Fisnik Maxville (* 1992), Filmregisseur
- Fisnik Zuka (* 1995), Fußballspieler
- Fisnik Asllani (* 2002), Fußballspieler